# 류지영
류지영(柳知姈)은 대한민국의 정치인이다.

## 생애
류지영은 2003년에는 [한국유아교육인협회] 회장으로서 활동하며, 2007년에는 한국여성경제인협회 서울지회 회장을 역임했고, 2009년 한나라당 중앙위원회 여성분과위원장을 역임한 경력을 바탕으로 2012년 제19대 국회의원(비례대표/새누리당)으로 국회에 입성하였다.

## 학력
- 숙명여자대학교 생활미술학 학사
- 숙명여자대학교 교육대학원 교육학 석사

## 경력
- 2023년 11월 ~ 국민연금공단 상임감사
- 2023년 4월 ~ 영유아교육 보육통합 추진위원회
- 2022년 4월 제20대 대통령직인수위원회 사회복지문화분과위원회 자문위원
- 2022년 3월 ~ 유보통합 정책포럼 위원장
- 2022년 1월 ~ 2022년 3월 제20대 대통령선거 국민의힘 윤석열 후보 선거대책본부 국책자문위원회 공동위원장
- 2022년 1월 ~ 2022년 3월 제20대 대통령선거 국민의힘 윤석열 후보 선거대책본부 조직본부 유보통합정책특위 총괄위원장
- 2021년 10월 ~ 2021년 11월: 국민의힘 윤석열 제20대 대통령 선거 예비후보 조직본부 특보단 보육특보
- 사단법인 대한노인회 자문위원
- 숙명여자대학교 총동문회 고문
- 2019년 6월 ~ 2020년 2월: 자유한국당 당대표 특별보좌역
- 2019년 5월 : 여의도연구원 차세대브랜드위원회 상임고문
- 숙명여자대학교 석좌교수
- 새누리당약인회본부 '따뜻한 동행단' 단장
- 새누리당 여성가족정책조정위원장
- 새누리당 교육감선거제도개혁 태스크포스 위원
- 대한에어로빅연맹 회장
- 새누리당 여성가족정책조정위원장
- 새누리당 아동학대근절특별위원회 위원
- 새누리당 무상급식 무상급식무상교육 태스크포스 위원
- 제19대 국회 후반기 미래창조과학방송통신위원회 위원
- 제19대 국회 후반기 여성가족위원회 간사
- 새누리당 비상대책위원회 위원
- 새누리당 중앙여성위원회 위원장
- 새누리당 원내부대표
- 제19대 국회 운영위원회 위원
- 새누리당 중앙여성위원회 수석부위원장
- 한국에어로빅체조연맹 회장
- 새누리당 중앙윤리위원회 부위원장
- 제19대 국회 보건복지위원회 위원
- 제19대 국회 여성가족위원회 위원
- 국회 미래여성가족포럼 공동대표
- 제19대 국회의원 (비례대표/새누리당)
- 숙명여자대학교 총동문회장
- 한나라당 중앙위원회 여성분과위원장
- 유아림 대표이사
- 한국여성경제인협회 서울특별지회 회장
- 한국유아교육인협회 회장
- 민주평화통일자문회의 강남구협의회 2지회장

## 수상 경력
- 2016 제19대 국회 종합헌정대상
- 2016 제19대 국회의원 의정대상 수상
- 2015 새누리당 국정감사 우수의원 수상
- 제7회 공동선 의정활동상 수상
- 2014 새누리당 제3차 국정감사 우수의원 수상
- 2014 잡지협회 선정 “올해의 인물상”
- 제3회 대한민국나눔봉사대상 수상(아동복지부분)
- 2014년 대한민국 의정대상
- 2013년 2014년 대한민국헌정대상
- 제4회 국회를 빛낸 바른언어상
- 올해의 숙명인상
- 2013년 국정감사 최우수상
- 2012년 국정감사 우수국회의원상
- 2008 대통령포장(대한민국 문화포장수상)
- 2006 교육부총리 표창(모범여성기업인)
- UN.IAEWP 세계평화교육자상
- 2002 국무총리상

## 역대 선거 결과
| 선거명      | 직책명             | 대수 | 정당     | 득표율 | 득표수      | 결과          | 당락                   |
| ----------- | ------------------ | ---- | -------- | ------ | ----------- | ------------- | ---------------------- |
| 제19대 총선 | 국회의원(비례대표) | 19대 | 새누리당 | 42.8%  | 9,130,651표 | 비례대표 17번 | 비례대표 국회의원 당선 |